# Chirat-l’Église
Chirat-l’Église (okzitanisch Chirac de la Glèisa) ist eine französische Gemeinde (commune) mit 128 Einwohnern (Stand 1. Januar 2022) im Département Allier in der Region Auvergne-Rhône-Alpes (vor 2016 Auvergne). Sie gehört zum Arrondissement Vichy und zum Kanton Gannat.

## Lage
Die Gemeinde Chirat-l’Église liegt in der Landschaft des Bourbonnais am Fluss Bouble, der die Gemeinde im Westen, Norden und Osten begrenzt, etwa 30 Kilometer westnordwestlich von Vichy. Umgeben wird Chirat-l’Église von den Nachbargemeinden Target im Norden und Nordosten, Monestier im Osten, Bellenaves im Südosten und Süden, Coutansouze im Süden, Louroux-de-Bouble im Südwesten und Westen sowie Vernusse im Westen und Nordwesten.

## Bevölkerungsentwicklung
| Jahr                       | 1962 | 1968 | 1975 | 1982 | 1990 | 1999 | 2006 | 2013 | 2022 |
| Einwohner                  | 267  | 221  | 162  | 166  | 129  | 119  | 132  | 129  | 128  |
| Quellen: Cassini und INSEE |      |      |      |      |      |      |      |      |      |

## Sehenswürdigkeiten
- Kirche Saint-Pierre-Saint-Étienne aus dem 11. Jahrhundert
- Burg Banassat, seit 1980 Monument historique

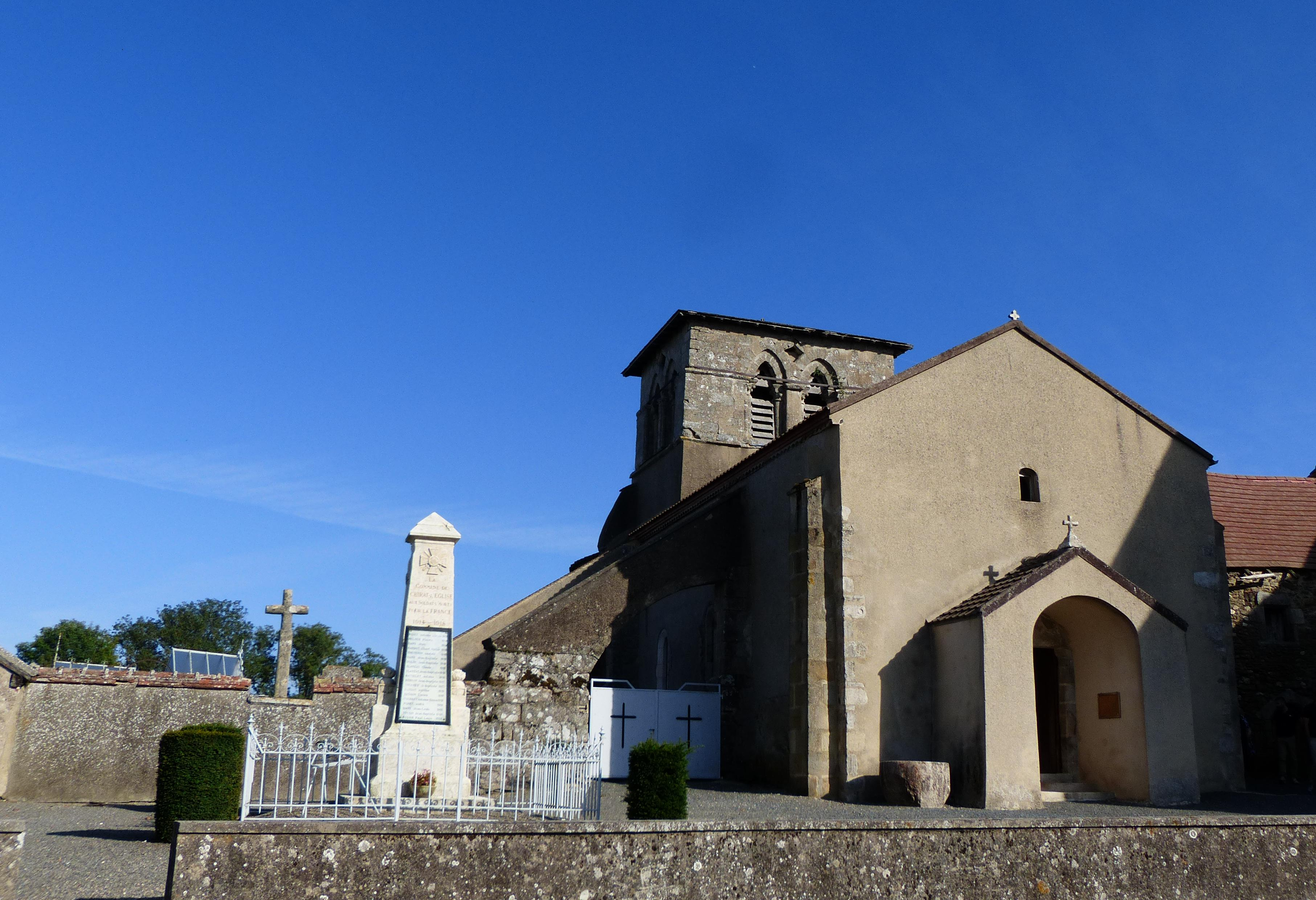
Kirche Saint-Pierre-Saint-Étienne